# Pedro Amat Fontanals
Pedro Amat Fontanals (en catalán: Pere Amat i Fontanals, nacido el 13 de julio de 1940 en Tarrasa, Cataluña) es un exjugador de hockey sobre hierba español. Su logro más importante fue una medalla de bronce  en los juegos olímpicos de Roma 1960 con la selección de España. Sus hermanos Juan, Francisco y Jaime y sus sobrinos Pol Amat y Santi Amat también jugaron profesionalmente al hockey sobre hierba.

## Participaciones en Juegos Olímpicos
- Roma 1960, medalla de bronce.
- Tokio 1964, cuarto puesto.
- México 1968, sexto puesto.